# SN 2010gn
SN 2010gn – supernowa typu Ia odkryta 7 lipca 2010 roku w galaktyce A171750+4052. W momencie odkrycia miała maksymalną jasność 16,60m.